# Andréi Okunkov
Andréi Yúrievich Okunkov (en ruso: Андрей Юрьевич Окуньков, Moscú, 26 de julio de 1969) es un matemático ruso que trabaja en representaciones de grupo y en sus aplicaciones a la geometría algebraica, física matemática, teoría de probabilidad y funciones especiales.
Se doctoró en la Universidad Estatal de Moscú en 1995, siendo alumno de Aleksandr Kirílov. Ha sido profesor de la Universidad de Princeton desde 2002, y fue anteriormente profesor asistente de la Universidad de Berkeley.
En 2006, durante el XXV Congreso Internacional de Matemáticos, celebrado en Madrid, España, recibió la Medalla Fields por «sus contribuciones a la unión entre la probabilidad, la teoría de la representación y la geometría algebraica».

## Obra
Okunkov ha trabajado en campos tales como la teoría de grupos simétricos infinitos, las estadísticas de particiones de planos y la cohomología cuántica del esquema de Hilbert de los puntos en un plano complejo. La mayor parte de sus trabajos sobre esquemas de Hilbert fueron realizados en colaboración con Rahul Pandharipande.
Ambos, junto con Nikita Nekrásov y Davesh Maulik, formularon las famosas conjeturas acerca de las invariantes de Grómov-Witten y las invariantes de Donaldson-Thomas sobre las tablas. 
Okunkov tiene, al menos, un número de Erdős de tres, conseguidos a través de las sucesivas colaboraciones de Paul Erdős con Anatoli Vershik, este con Gregori Freiman y finalmente, Freiman con Okunkov.